# Sam's Town
Sam's Town es el segundo álbum de estudio de la banda de rock estadounidense The Killers, lanzado el 2 de octubre de 2006 en el Reino Unido y al día siguiente en Estados Unidos. En cuanto al álbum, el vocalista y principal compositor Brandon Flowers afirmó que "quería crear un álbum que quedara a través del tiempo, es importante todo lo que me llevó hacerlo hasta donde estoy hoy". Se estima que «Sam's Town» ha vendido más de 4 millones de copias alrededor del mundo hasta la fecha.

## Antecedentes
Según Brandon Flowers "«Hot Fuss» [el álbum anterior] estaba basado en la fantasía. Las influencias y las composiciones inglesas, todo estaba en ese álbum. Soy un soñador, ¿sabes?, así que busqué ese sueño y se hizo «Hot Fuss». Sin embargo, las personas que nos escucharon nos llamaron la mejor banda británica de Estados Unidos y eso hizo que me cuestionara sobre quien era yo realmente y quien era mi familia. Así que eso es «Sam's Town» realmente. «Sam's Town» no es una carta de amor a Estados Unidos o una extralimitación de lo mítico. Habla de mí. Canto sobre una abuela Dixie y un hermano que nació el 4 de julio [día de la independencia estadounidense] y ¿adivinen qué? El nombre de mi abuela es Dixie y mi hermano nació el 4 de julio de 1969".

## Carátula
De acuerdo con el fotógrafo Anton Corbijn, el grupo inicialmente quería un "estilo gitano elegante" para el álbum y que durante "las conversaciones [de la carátula] llegaron estas ideas de gloria desvanecida". El coproductor del álbum, Flood, está vestido como un indio al interior de la carátula del álbum. La carátula interior fue tomada en un mural en el centro de Las Vegas el cual fue pintado por Suzanne Hackett-Morgan, un artista local. En la portada de «Sam's Town» destaca la modelo y cantante Felice LaZae. En el álbum y en cada sencillo de esta producción se usa el tipo de letra Archive Roundhand Script o Gf Script No 2 para los títulos.

## Producción
Se dice que el álbum está influenciado por los trabajos de U2, The Beatles y Tom Petty and the Heartbreakers, entre otros. «Sam's Town» dividió fuertemente la opinión de la crítica. Algunos alabaron la producción y otros se burlaron del.
En la edición de octubre de 2006 de la revista Giant, Flowers dijo que «Sam's Town» sería "uno de los mejores álbumes de los últimos veinte años" y en la revista Entertainment Weekly remarcó que sería "el álbum que mantendría el rock and roll a flote".
El álbum toma su nombre de Sam's Town Hotel and Gambling Hall, un hotel y casino en Las Vegas, ciudad de donde proviene la banda. Sam's Town también era un letrero gigante que se veía desde la ventana de la habitación del bajista de la banda, Mark Stoermer, cuando era joven.
El procesador de audio, Auto-Tune, no fue utilizado en la producción de «Sam's Town» en la voz de Brandon Flowers, quien dijo: "No usamos demasiados efectos vocales. En nuestro primer álbum se utilizó Auto-Tune y yo ni siquiera sabía muy bien que hacía esta máquina a través de la computadora. Esta vez estuve firme en no utilizarlo. Ahora realmente es como escuchar mi voz por primera vez".

## Recepción
El álbum debutó en el puesto número 2 en la lista Billboard 200 de Estados Unidos, vendiendo alrededor de 315.000 copias durante su primera semana. También se convirtió en el segundo álbum de la banda en alcanzar el número 1 en el Albums Chart del Reino Unido, vendiendo cerca de 260.000 copias durante su primera semana. Hasta la fecha, el álbum ha vendido un estimado de más de 5,5 millones de copias alrededor de todo el mundo. Ha sido certificado con disco de platino o multiplatino en Estados Unidos, en el Reino Unido, en Australia, en Canadá, en Argentina y en Irlanda. «Sam's Town» también produjo sencillos que fueron certificados con platino, como fue el caso de «When You Were Young». Fue el segundo álbum consecutivo de la banda en recibir nominaciones a los Grammy.
En diciembre de 2009, los lectores de la revista Rolling Stone escogieron al álbum como el más infravalorado de la década.
La revista Q clasificó al álbum como el undécimo mejor de la década.

## Sam's Town Tour
Christian Hoard, junto a la revista Rolling Stone, le dieron al concierto de The Killers en el Madison Square Garden tres estrellas y media, argumentando que "el cuarteto de Las Vegas ha difamado su nuevo álbum, «Sam's Town». Podrían incluir más canciones de su rimbombante debut en el New Wave, «Hot Fuss», pero comparten las nuevas canciones a la muchedumbre para no defraudar. Ante una multitud espumosa, The Killers han demostrado que pueden manejarla".

## Lista de canciones
Todas las canciones producidas por Flood, Alan Moulder y The Killers. Todas las canciones producidas por Flood, Alan Moulder y The Killers. Como curiosidad cabe destacar que la intro (Enterlude) está incluida como la pista 2 en vez de la pista 1, se podría decir que la canción Sam's Town es una especie de ''prologo'' del álbum.

| N.º | Título                         | Escritor(es)                         | Duración |  |
| 1.  | «Sam's Town»                   | Flowers                              | 4:06     |  |
| 2.  | «Enterlude»                    | Flowers                              | 0:49     |  |
| 3.  | «When You Were Young»          | Flowers, Keuning, Stoermer, Vannucci | 3:40     |  |
| 4.  | «Bling (Confession of a King)» | Flowers, Stoermer                    | 4:08     |  |
| 5.  | «For Reasons Unknown»          | Flowers                              | 3:32     |  |
| 6.  | «Read My Mind»                 | Flowers, Keuning, Stoermer           | 4:06     |  |
| 7.  | «Uncle Johnny»                 | Flowers, Keuning, Stoermer           | 4:25     |  |
| 8.  | «Bones»                        | Flowers, Stoermer, Vannucci          | 3:47     |  |
| 9.  | «My List»                      | Flowers                              | 4:08     |  |
| 10. | «This River Is Wild»           | Flowers, Stoermer                    | 4:38     |  |
| 11. | «Why Do I Keep Counting?»      | Flowers                              | 4:24     |  |
| 12. | «Exitlude»                     | Flowers                              | 2:20     |  |

| Bonus tracks | |          |  |
| N.º          | Título                                                                                             | Duración |  |
| 13.          | «Where the White Boys Dance» (ediciones mexicanas (Con DVD), británicas, australianas y japonesas) | 3:26     |  |
| 14.          | «All the Pretty Faces» (ediciones best buy mexicanas (Con DVD) japonesas y estadounidenses)        | 4:46     |  |
| 15.          | «Daddy's Eyes» (edición best buy estadounidenses)                                                  | 4:13     |  |
| 16.          | «When You Were Young» (Jacques Lu Cont's Thin White Duke edición para radios) (edición francesa)   | 4:19     |  |

| DVD |                                                   |          |  |
| N.º | Título                                            | Duración |  |
| 17. | «When You Were Young» (vídeo) (edición con salto) |          |  |
| 18. | «When You Were Young» (vídeo) (edición sin salto) |          |  |
| 19. | «Making Of "When You Were Young"»                 |          |  |

## Personal

### Banda
- Brandon Flowers — voz principal, teclados, bajo (en «For Reasons Unknown»)
- Dave Keuning — guitarra, corista
- Mark Stoermer — bajo, corista, guitarra (en «For Reasons Unknown»)
- Ronnie Vannucci — batería, percusión

### Músicos adicionales
- Adrina Hanson — instrumentos de cuerda
- Maryam Haddad — instrumentos de cuerda
- Tristan Moyer — instrumentos de cuerda
- Tommy Marth — saxofón
- Neeraj Khajanchi — trombón
- Corlene Byrd — coros
- Louis XIV — coros
- Ted Sablay — músico adicional en teclados y guitarras durante gira

### Producción
- Max Dingel — ingeniero
- Flood — productor, ingeniero, mezcla
- Mark Gray — ingeniero
- Alan Moulder — productor, ingeniero, mezcla
- Paul Resta — marketing
- Robert Reynolds — administración
- Andy Savours — mezcla
- Howie Weinberg — masterización

### Diseño
- Andy West — dirección de arte, diseño
- Suzanne Hackett Morgan — pintura
- Anton Corbijn — fotografía
- Doug Joswick — paquete de producción

## Posicionamientos en listas

### Listas semanales
| Lista                                  | Mejor posición |
| -------------------------------------- | -------------- |
| Albums Chart argentina[cita requerida] | 1              |
| Albums Chart canadiense                | 1              |
| Albums Chart europea                   | 2              |
| Albums Chart griega                    | 3              |
| Albums Chart irlandesa                 | 1              |
| Albums Chart mexicana                  | 9              |
| FIMI italiana                          | 30             |
| Listas musicales australianas          | 2              |
| Media Control Charts alemana           | 6              |
| MegaCharts holandesa                   | 14             |
| Mitä hittiä finlandesa                 | 20             |
| RIANZ neozelandesa                     | 1              |
| SNEP francés                           | 30             |
| Tracklisten danés                      | 17             |
| Ultratop belga (Flanders)              | 13             |
| Ultratop belga (Wallonia)              | 19             |
| VG-lista noruega                       | 10             |
| Ö3 Top 40 austriaca                    | 5              |